# Alfred Grotjahn

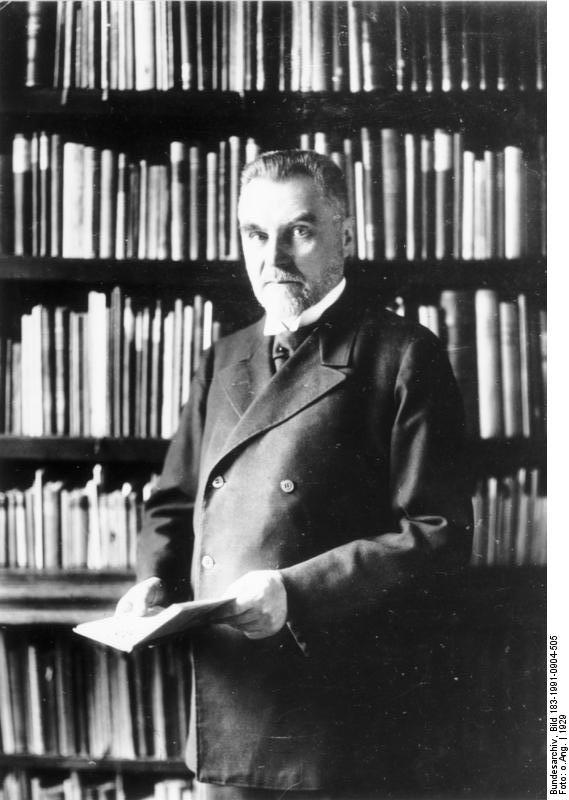
Alfred Grotjahn, 1929

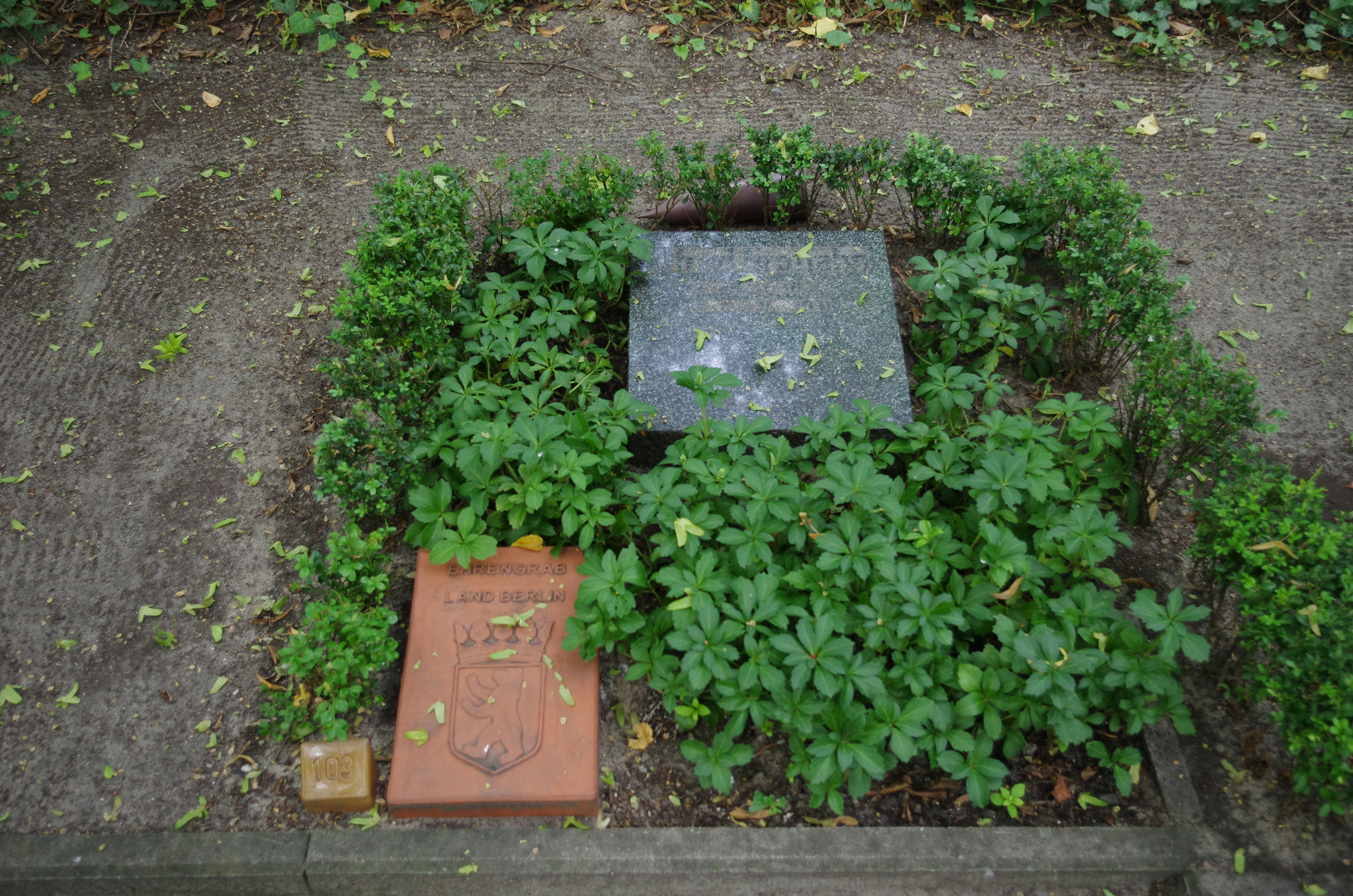
Urnen-Grab Alfred Grotjahns auf dem Friedhof Baumschulenweg in Berlin-Baumschulenweg.

Alfred Grotjahn (* 25. November 1869 in Schladen im Harzvorland; † 4. September 1931 in Berlin) war ein deutscher Arzt, Sozialhygieniker, Eugeniker, Publizist und sozialdemokratischer Reichstagsabgeordneter der SPD. Er gilt als Begründer und erster Ordinarius der Sozialen Hygiene in Deutschland, wurde als „Vater der Sozialmedizin“ bezeichnet und forderte 1926 die Zwangssterilisierung „Schwachsinniger“ und Epileptiker.

## Biografie
Alfred Grotjahn studierte in Greifswald, Leipzig, Kiel und Berlin Medizin und war während seines Studiums, beeinflusst durch seinen Schulfreund Albert Südekum, in sozialistischen Studentenkreisen aktiv. Auch sein Großvater Heinrich Grotjahn, der Mitinitiator der Grotjahn-Stiftung zu Schladen, sein Vater Robert Grotjahn (1841–1908) und sein Vetter Carl Grotjahn waren Ärzte. Er wurde 1894 an der Poliklinik für Nervenkranke in Berlin zum Dr. med. promoviert. Im Jahr 1896 eröffnete er in Berlin-Kreuzberg eine eigene Arztpraxis, arbeitete aber parallel für ein Jahr zusätzlich an der privaten Klinik für Nervenkranke von Emanuel Mendel mit. Bald befasste sich Grotjahn wissenschaftlich mit sozialen Themen wie Alkoholismus, mit den Verhältnissen des Gesundheitswesens und des Wohnens. 1901 bis 1902 besuchte er das staatswissenschaftliche Seminar von Gustav Schmoller. 1905 war er Initiator und in der Folge Vorstandsmitglied des Vereins für soziale Medizin, Hygiene und Medizinalstatistik. Er arbeitete eng mit Friedrich Kriegel zusammen.
Im Jahr 1912 habilitierte sich Alfred Grotjahn als Erster in Deutschland im Fach Soziale Hygiene. Er war dann Privatdozent der Berliner Universität an der Charité. 1915 gab er seine eigene Praxis auf und übernahm die Leitung der Abteilung Sozialhygiene des städtischen Medizinalamts Berlin. Ab 1919 war Grotjahn ärztlicher Leiter des Berliner Heimstättenamts. 1920 wurde Grotjahn vom sozialdemokratischen Kultusminister Konrad Haenisch gegen den Willen der Medizinischen Fakultät zum ordentlichen Professor für Sozialhygiene an die Universität Berlin berufen. Für die Amtszeit 1927/28 wurde er zum Dekan der Charité ernannt.
Grotjahn war Mitglied der SPD und von 1921 bis 1924 Mitglied des Reichstags. Er war auch Autor des gesundheitspolitischen Abschnitts des Görlitzer Programms der SPD von 1922.
Alfred Grotjahn erhielt ein Urnen-Grab auf dem Friedhof Baumschulenweg in Berlin, das als Ehrengrab des Landes Berlin gewidmet ist. Er war ab 1900 verheiratet mit Charlotte geborene Hartz. Gemeinsam hatten sie die Kinder Gertrud, Martin und Peter. Neben Sohn Martin führten auch seine Enkel Eva, Marianne und Michael die Ärztetradition der Familie fort.
Grotjahns Tagebuch ist eine wichtige Quelle für die Verhältnisse in Berlin während des Ersten Weltkrieges.

## Schriften zu Sozialhygiene und Eugenik
Ab 1900 gab Grotjahn mit F. Kriegel den Jahresbericht über die Fortschritte und Leistungen auf dem Gebiete der sozialen Hygiene und Demographie heraus. 1902 entwickelte er seine Theorie der Sozialen Hygiene, die er zehn Jahre darauf in seinem wohl wichtigsten Werk Soziale Pathologie zusammenfasste. Seiner Theorie zufolge hat das soziale Umfeld des Patienten Einfluss auf den Verlauf von Krankheiten wie auch auf deren Heilung. Besondere Beachtung fand diese Theorie zu seiner Zeit allerdings nicht, denn soziale Bedingungen spielten für die streng naturwissenschaftlich ausgerichtete Medizin seiner Zeit keine bedeutende Rolle. Ebenfalls 1912 gab er gemeinsam mit dem Münchner Professor für Hygiene Ignaz Kaup das grundlegende, zweibändige Handwörterbuch der Sozialen Hygiene (F. C. W. Vogel, Leipzig) heraus.
Anfangs von Eugenikern wegen seiner Theorie angegriffen, bewegte sich Grotjahn selbst immer weiter in die eugenische Richtung. Er war Mitglied der Gesellschaft für Rassenhygiene. In der 1926 erschienenen Hygiene der menschlichen Fortpflanzung trat er für die „planmäßige Ausmerzung durch Verwahrung und Zwangsunfruchtbarmachung“ erblich Belasteter ein. Mit seinen Forderungen war er einer der radikalsten Eugeniker der Weimarer Republik. So forderte er als Mittel zur Rationalisierung der menschlichen Fortpflanzung in „quantitativer und qualitativer Hinsicht“ eine „Reinigung der menschlichen Gesellschaft von Krankem, hässlichen und Minderwertigen“, deren Anteil an der Bevölkerung er auf ein Drittel schätzte. Er sprach sich ferner für eine Zwangssterilisierung von Schwachsinnigen, Epileptikern, Alkoholikern und Krüppeln und für eine „Dauerasylierung“ von etwa 1 % der Bevölkerung aus.
Beispiel für Grotjahns Vorstellungen einer „praktischen Eugenik“
In seiner, etwa von dem Rassenhygieniker Fritz Lenz zitierten, 1926 erschienenen Schrift Die Hygiene der menschlichen Fortpflanzung: Versuch einer praktischen Eugenik. forderte Grotjahn als Eugeniker bzw. Fortpflanzungshygieniker und Vertreter einer „sozialen und generativen“ Hygiene, den Übergang von einer rein wissenschaftlichen Eugenik hin zu deren praktischen Anwendung. Deren Verwirklichung beschrieb er anhand verschiedener Bevölkerungsgruppen beispielsweise so:

„Trotzdem die gesamte Bevölkerung mit Schwächlingen oder Asthenikern, wie sie die neuere Konstitutionspathologie nennt, durchsetzt ist, ist es nicht ganz leicht, sie von der durchschnittlichen Bevölkerung abzugrenzen. Einigermaßen sicher könnte das nur durch eine anthropometrische Musterung der gesamten Bevölkerung geschehen. […] Alles in allem wird sich also dieser durch die Lungentuberkulose stigmatisierte Kreis der Astheniker auf eine Million Volksgenossen erstrecken, von denen zur Zeit noch die meisten heiraten und sich fortpflanzen. Diese Million Menschen braucht es nicht zu geben. Sie ist nicht nur ein Ballast in wirtschaftlicher Hinsicht, was zu ertragen wäre, sondern eine Quelle sich durch den Erbgang fortsetzender Minderwertigkeit. Soviel Mitleid wir auch mit den Erkrankten haben und so sehr wir ihre Leiden durch Fürsorge, Pflege und spezifische Behandlung aufzuhalten suchen müssen: als Gegenleistung können wir verlangen, daß sie auf Familiengründung und Fortpflanzung verzichten […]. Den Gegenpol zu den Asthenikern, körperlich Minderwertigen und Schwächlingen bilden die muskelstarken, breitschulterigen, organgesunden Starken und Rüstigen, deren überdurchschnittliche Fortpflanzung nicht nur vom fortpflanzungshygienischen Standpunkte aus wünschenswert ist. Dieser Personenkreis läßt sich zur Zeit noch nicht in einer Weise abgrenzen, die besondere Maßnahmen zur Hebung ihrer Bevölkerung ermöglichte. […] [Zumindest im Bereich des Beamtentums] sollte dafür gesorgt werden, daß das durch ärztliche Untersuchung als besonders rüstig ausgesiebte Menschenmaterial frühzeitig zur Ehe mit gleichgearteten Partnern gelangt und durch eine fühlbare Berücksichtigung der Kinderzahl bei der Besoldung zu Kinderreichtum angereizt würde.“

In dem Buch Die Hygiene der menschlichen Fortpflanzung propagierte Grotjahn ein „Dreikinder-Minimalsystem“. Jedes Elternpaar habe die Pflicht, mindestens drei Kinder über das fünfte Lebensjahr hinaus aufzuziehen. Gegen die Richtigkeit dieser Regel könne man „nichts Stichhaltiges erwidern“, schrieb Rainer Fetscher.
Die Deutsche Gesellschaft für Bevölkerungswissenschaft (DGBW) vergab in Gedenken an Alfred Grotjahn die Alfred-Grotjahn-Medaille.